# Ли, Джейсон (футболист)
Дже́йсон Ли (англ. Jason Lee; родился 9 мая 1971 года, Форест Гейт) — английский футболист, нападающий. Наиболее известен по выступлению за «Линкольн Сити» в начале 90-х годов.

## Биография
Джейсон Ли начал свою карьеру в «Чарльтон Атлетике» в 1989 году, но в составе появился всего один раз. В 1991 году, Джейсон отправился в аренду в «Стокпорт Каунти», но и там молодой высокий нападающий не заиграл. По-настоящему карьера Ли началась в «Линкольн Сити», за два года Джейсон забил 21 гол в 93 матчах.
В 1993 году, Джейсон перешёл в стан «Саутенд Юнайтед», за который провёл 24 игры, забил 3 мяча. С 1994 по 1997 год Джейсон выступал за «Ноттингем Форест», но в 1997 был в аренде в клубах «Чарльтон Атлетик» и «Гримсби Таун».
В 1997 году, за £ 200 000 Ли перешёл в «Уотфорд», но спустя год был продан в «Честерфилд» за 250 000 £. В сезоне 1998/99 Джейсон провёл 15 матчей и забил один гол. В следующем сезоне Ли сыграл три матча, после чего был отдан в аренду «Питерборо Юнайтед». Забив 5 мячей в 13 матчах, в 2000 году Ли был выкуплен у «Питерборо Юнайтед». За три года выступлений за «Питерборо» Ли забил 11 мячей в 65 встречах. После окончания контракта в 2003 году Ли перешёл в шотландский «Фалкирк», подписав соглашение сроком на один год. В чемпионате Шотландии сезона 2003/04 Ли провёл 29 матчей (в двух выйдя на замену) и забил 8 мячей.
После окончания контракта, 15 июля 2004 года Джейсон перешёл в «Бостон Юнайтед». Контракт был заключён на два года. Выступая во второй английской лиге в сезоне 2004/05, Джейсон провёл 32 матча и забил 7 мячей, в кубе Англии 3 игры и 1 гол, в кубке лиги 2 матча и 1 гол. По итогам сезона «Бостон» занял 16-е место. В чемпионате второй лиги сезона 2005/06, Ли вышел в основном составе всего в 5 матчах, 6 раз выходил на замену. Всего в 11 матчах Джейсон забил 2 мяча. В том же сезоне 9 января 2006 года, будучи свободным игроком, Ли перешёл в «Комптон Юнайтед» (команда выступала в той же второй лиге), в котором в 8 матчах отметился одним голом. По итогам сезона команда заняла 2-е место, и вышла в первую лигу.
В июне 2006 года, 35-летний Джейсон перешёл в «Ноттс Каунти». В сезоне 2007/08 Ли был капитаном команды. В 2008 году Джейсон Ли покинул «Ноттс Каунти».
1 августа 2008 года Джейсон подписал контракт с клубом «Мансфилд Таун». За полгода выступлений за клуб Джейсон провёл 21 матч и забил 3 мяча. В январе 2009 года Ли на правах аренды перешёл в клуб «Кеттеринг Таун», который выступал в чемпионате Национальной Конференции. За три месяца Джейсон провёл за «Кеттеринг Таун» шесть матчей и забил один гол.
После окончания аренды Ли подписал контракт с клубом «Корби Таун», выступавшем в одном из низших дивизионов Англии. Дебют Джейсона состоялся 21 марта 2009 года в матче против клуба «Фарнборо», завершившийся вничью 3:3; один из мячей на свой счёт записал Ли на 37-й минуте матча.
В ноябре 2010 года Джейсон объявил о завершении своей футбольной карьеры. Это решение 39-летний нападающий принял после смерти своей матери в конце октября, однако уже в 2011 году он возобновил карьеру в клубе Восточной футбольной лиги северных графств «Арнольд Таун».